# Simulium schevyakovi
Simulium schevyakovi är en tvåvingeart som beskrevs av Dorogostaisky och Rubtsov 1935. Simulium schevyakovi ingår i släktet Simulium och familjen knott. Inga underarter finns listade i Catalogue of Life.